# Rudolf Kálmán

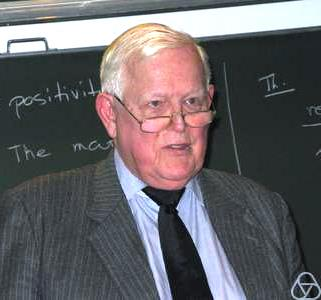
Rudolf Kálmán (2009)

Rudolf Emil Kálmán (ungarisch Kálmán Rudolf Emil; * 19. Mai 1930 in Budapest; † 2. Juli 2016 in Gainesville, Florida) war ein US-amerikanischer Elektroingenieur und Mathematiker ungarischer Herkunft. Er entwickelte 1960 das nach ihm benannte Kalman-Filter.

## Leben
Kálmán wurde 1930 in Budapest geboren, wanderte 1943 mit seinen Eltern in die USA aus und studierte dort am Massachusetts Institute of Technology, wo er 1954 seinen Master-Grad erhielt. Einen Doktorgrad erhielt er 1957 an der Columbia University, zu der er nach seinem Abschluss am MIT gewechselt hatte.
Er arbeitete von 1958 bis 1964 am Institute for Advanced Study und erhielt 1964 eine Professur an der Stanford University. 1971 wechselte er als Direktor des Zentrums für mathematische Systemtheorie an die University of Florida. Gleichzeitig übernahm er die Leitung des Zentrums für mathematische Systemtheorie an der ETH Zürich. 1997 wurde er an der ETH Zürich emeritiert.
Kálmán war Mitglied der US-amerikanischen National Academy of Sciences (1994), der National Academy of Engineering und der American Academy of Arts and Sciences (1993). Daneben war er auch Mitglied der ungarischen (1976), französischen (1989) und russischen (1994) Akademie der Wissenschaften. Er war verheiratet und wurde Vater von zwei Kindern.

## Wirken
Kálmáns Idee des Kalman-Filters wurde zu Beginn von anderen Mathematikern mit so großer Skepsis betrachtet, dass er sich entschied, seine Idee zuerst in einer Maschinenbau-Zeitschrift statt in einer mathematischen zu veröffentlichen. Seine Idee setzte sich erst durch, als er 1960 Stanley Schmidt im NASA Ames Research Center besuchte und ihm davon erzählte. Stanley wurde überzeugt und das Kalman-Filter während des Apollo-Programms eingesetzt.

## Ehrungen und Auszeichnungen
- 1964 IEEE Fellow[4]
- 1970 Guggenheim-Stipendium
- 1974 IEEE Medal of Honor
- 1984 IEEE Centennial Medal
- 1985 Inamori foundation’s Kyoto Prize in High Technology
- 1987 Leroy P. Steele Prize der American Mathematical Society
- 1997 Bellman Prize
- 2008 Charles-Stark-Draper-Preis[5]
- 2008 National Medal of Science der USA[6]
- Fellow der American Mathematical Society